# Formalizacija poslovanja
Formalizacija je eden izmed vidikov organizacijske strukture (druga dva sta centralizacija in kompleksnost), ki določa obseg, v katerem so postopki, pravila in politika organizacije ter opisi delovnih nalog jasno izraženi ter zapisani. Formalizirane organizacije so torej tiste, pri katerih najdemo veliko zapisanih pravil in predpisov. Nekatere organizacije pa imajo le malo zapisanih pravil, vendar so pravila med zaposlenimi kljub temu neformalno sprejeta in jim sledijo. Zaradi tega lahko formalizacijo opredelimo tudi kot stopnjo, do katere so pravila upoštevana in ne kot količino zapisanih pravil in predpisov. Kompleksnost organizacije je vezana na število ravni v njeni hierarhiji in nam torej pove, kako zapletena je sama organizacijska struktura. Centralizacija pa je definirana kot stopnja do katere se organ odločanja nahaja v višjih ravneh v organizaciji. 

## Formalizacija in birokracija
Organizacijske strukture je mogoče oblikovati in deliti z vidika formalizacije vedenja, ki zajema formalizacijo preko dela, delovnih tokov in pravil. Organizacije želijo z ukrepom kot je formalizacija vedenja zmanjšati spremenljivost vedenja, ga predvidevati in nadzirati za dosego večje koordinacije dela, učinkovite proizvodnje ter želje po redu v organizaciji. Tako lahko organizacijske strukture delimo na birokratske in organske. Birokracija je torej organizacijska struktura, ki za doseganje koordinacije uvaja formalizacijo vedenja. Zajema delitev dela, specializacijo, formalizacijo vedenja, hierarhijo avtoritete, verigo povelj, regulirano komuniciranje in standardizacijo delovnih procesov ter sposobnosti.

## Merjenje formalizacije
Za merjenje stopnje formalizacije lahko uporabimo različne indikatorje. Hall, Haas in Johnson predlagajo naslednje:
- Vloge: stopnja do katere so pozicije v organizaciji konkretno opredeljene in prisotnost oziroma odsotnost zapisanih opisov delovnih mest.
- Avtoriteta: stopnja do katere je hierarhija avtoritete jasno opredeljena in zapisana.
- Komunikacija: stopnja poudarka na pisni komunikaciji in komuniciranju preko ustaljenih komunikacijskih kanalov.
- Norme in ukrepi: število zapisanih pravil in stopnja do katere so kazni za kršenje pravil jasno opredeljene ter zapisane.
- Postopki: stopnja formalizacije zaposlovanja in usposabljanja novega kadra.

## Pozitivni vidiki formalizacije
Eden izmed pozitivnih vidikov formalizacije je rutinirana narava dela in jasno določeni odnosi. To pomeni, da ne glede na to, koga zaposlimo na določeno delovno mesto, bodo delovne naloge vedno enake. Delovni postopki so zapisani, kar novemu zaposlenemu omogoča hitro uvajanje na novo delovno mesto. Sama struktura organizacije je lahko razumljiva, spremeni se pa le namenoma in to pod vplivom vodstva organizacije.
Formalizacija je tudi sredstvo za povečanje kakovosti in učinkovitosti postopka dela in hkrati sredstvo za povečanje zunanjega nadzora nad procesom dela preko poročil in direktiv. Formalizirani opisi so lahko učinkovito sredstvo, ki zaposlenim pomaga, izogniti se dvoumnosti in ohraniti jedrnatost v komunikaciji. Formalizacija je prav tako lahko koristna pri razvijanju sistemov v praksi, ko se pojavijo različni tipi opisov, priporočil in modelov. Če problem lahko opišemo na formaliziran način, bomo rešitev lažje razbrali in jo preverili.

## Negativni vidiki formalizacije
V formaliziranih organizacijah stroga pravila omejijo delovanja vseh zaposlenih. Delavci upoštevajo pravila zaradi pravil samih, saj je to merilo za njihove nagrade. Organizacije, ki oblikujejo vedno več pravil, postanejo neodzivne na zahteve strank in okolja. Zaposleni v takih organizacijah ne uspejo doseči avtonomnosti. Negativne posledice formalizacije so oslabljena konkurenčnost podjetja, nizka produktivnost delavcev, višji stroški poslovanja, višje cene in degradacija dela. Pretirana formalizacija ni priporočljiva, ker zmanjšuje osebne stike med zaposlenimi in vodstvom. Prav tako daje občutek pretirane birokracije in pomanjkanja operativne svobode. Za spodbujanje ustvarjalnosti in inovacij je priporočljivo manj formalizacije. Kot negativni vidik formalizacije lahko vzamemo tudi nekatere omejitve uporabnosti formalizacije. Formalizacija je smiselna le, če so naloge kratke in ponavljajoče, če se delo lahko izmeri in če je delovanje okolja stabilno. Negativne vidike formalizacije poleg tega predstavljajo tudi pogoji, ki morajo biti izpolnjeni, preden se orodje za formaliziranje opisov lahko sploh uporabi v dani situaciji.

## Vpliv formalizacije na ustvarjalnost
Stopnja formalizacije v podjetju vpliva na ustvarjalnost zaposlenih. Različni avtorji tako v svojih teoretičnih izhodiščih, kot tudi v zaključkih navajajo, da formalizacija negativno vpliva na ustvarjalnost. Timsko delo in nizka stopnja formalizacije pozitivno vplivata na fleksibilnost zaposlenih ter spodbujata ustvarjalnost, inovativnost in učenje na delovnem mestu. Visoka stopnja formalizacije pa povzroči večjo fluktuacijo kadra, omejen čas za izvedbo določene naloge in številne stresne situacije, kar oblikuje negativno okolje za razvijanje novega znanja in idej.
Višja stopnja formalizacije se negativno povezuje z ustvarjanjem kreativnih idej, nizko pozitivno pa s sprejemanjem in izvajanjem le-teh. Visoka stopnja formalizacije, namreč ne omogoča odprtosti, ki je nujen predpogoj za oblikovanje idej. Nasprotno pa naj bi višja stopnja formalizacije implicirala večjo enotnost v organizaciji, ki je potrebna za učinkovito sprejemanje in izvajanje idej.
Tudi kreativna organizacija mora imeti določeno strukturo in formalizirane metode upravljanja. Najbolj pogosta oblika dela v kreativnih organizacijah je projektno delo, saj ustvarja ravnovesje med produktivnostjo in kreativnostjo. Na žalost pa projektno delo, ki omogoča inovativnost in ustvarjalnost, lahko vodi do anarhije in kaosa v organizaciji, predvsem, v organizacijah z nizko stopnjo formalizacije. 
Iz tega lahko zaključimo, da je določena stopnja formalizacije v organizaciji potrebna za vzdrževanje strukture, reda in enotnosti zaposlenih. Paziti pa moramo, da formalizacija ne bo vpeljana do tolikšne mere, da bi zavirala ustvarjalnost. 

## Formalizacija in kultura
Eden izmed kulturnih faktorjev, ki vpliva na razvoj novega izdelka in je povezan s stopnjo formalizacije, je maskulinost in femininost. Maskuline družbe bolj cenijo dosežek, denar in uspeh; feminine družbe pa bolj cenijo kvalitetno življenje, pomoč ljudem in okoljevarstvo. Države v katerih naj bi bila stopnja maskulinosti visoka so Venezuela, Italija in Nemčija. Švedska, Tajska in Španija pa naj bi imele nizko stopnjo maskulinosti.
Maskuline družbe z visoko stopnjo formalizacije in namenskosti naj bi bolj spodbujale razvoj novih izdelkov. Namenskost sicer v splošnem ljudje ne povezujejo z razvojem novih izdelkov. Nakata in Sivakumar pa opozarjata, da vzpostavitev in uporaba ciljev ter v splošnem namenskost olajša razvoj novih izdelkov. Kot že omenjeno tudi formalizacija nalog in vlog pozitivno vpliva na razvoj novih izdelkov, saj vsi zaposleni vedo kdo je zadolžen za določeno nalogo in kako mora biti ta naloga opravljena. Na drugi strani pa tudi nizka stopnja maskulinosti pozitivno vpliva na razvoj novih izdelkov. Vzroki za to naj bi bile razmere, ki se oblikujejo znotraj tima in povečajo zmogljivost zaposlenih, kot so zaupanje, dobra komunikacija, timski duh in nizka stopnja konfliktnosti. Glede na to, da se tako nizka kot tudi visoka stopnja maskulinosti pozitivno povezuje z razvojem novih izdelkov, lahko izpeljemo sledeče. Nizka stopnja femininosti v družbi, za katero je značilno osredotočanje na ljudi in oblikovanje skrbnega okolja, je optimalna za začetek razvoja novega izdelka. S tem podpira generiranje novih idej, kritičnost in povezovanje tima. Visoka stopnja maskulinosti, s svojo ciljno usmerjenostjo in formalizacijo, pa pozitivno prispeva k načrtovanju, sestavljanju in predstavljanju novih izdelkov.